# مرغزار (فاروج)
مرغزار (بالفارسية: مرغزار) هي مستوطنة تقع في قسم تيتكانلو الريفي في إيران. يقدر عدد سكانها بـ 645 نسمة .